# نظارة محمد توفيق باشا الثانية
نظارة محمد توفيق باشا الثانية هي خامس نظارة في مصر، صدر بتشكيلها الأمر العالي بتاريخ 18 أغسطس 1879.

## أعضاء الحكومة
| النظارة                | الناظر                   |
| ---------------------- | ------------------------ |
| رئيس المجلس            | الخديوي توفيق            |
| ناظر الداخلية          | منصور باشا               |
| ناظر المالية           | علي حيدر باشا            |
| ناظر الحقانية          | ذو الفقار باشا           |
| ناظر الخارجية          | مصطفى فهمي باشا          |
| ناظر الأشغال           | محمد مرعشلي باشا         |
| ناظر الجهادية والبحرية | علي رفقي باشا            |
| ناظر عموم الأوقاف      | محمود سامي البارودي باشا |
| ناظر المعارف العمومية  | علي إبراهيم باشا         |

## وصلات داخلية
- قائمة رؤساء مجلس وزراء مصر